# Capital (revista)
La revista Capital fue una pubicación quincenal chilena, especializada en temas económicos y empresariales, controlada por el grupo que acoge las compañías ligadas al fallecido empresario local Ricardo Claro Valdés.
Comenzó a publicarse el 1 de junio de 1996 y en agosto de 2005 pasó a manos del Grupo Claro, que adquirió su 100% a Guillermo Luksic (quien poseía poco más del 70% de la propiedad), las hermanas Andrea y Celia Eluchans (que tenían cerca del 25%), y el periodista Héctor Soto (5%).
El 19 de agosto de 2019, la revista Capital llega a su edición número 500, con Iván Valenzuela en la portada.
El 5 de junio de 2020, su directora, Marily Lüders, anunció que la revista Capital dejaba de circular en papel impreso para dar paso a formatos exclusivamente digitales.
El 2 de agosto de 2020, Diario Financiero y Capital lanzaron un nuevo medio de comunicación que conserva a parte del equipo de Capital y que trata de personajes, negocios, emprendimientos, cultura y sustentabilidad. Se trata de DFMAS, que se publica todos los domingos en versión impresa y cuya edición digital se encuentra dentro del mismo sitio de DF.cl. Con esto, todos los contenidos de la Revista Capital pasaron a estar dentro del sitio web del Diario Financiero. 